# Janet Brennan Croft
Janet Brennan Croft, née en 1961, est une universitaire américaine. Elle enseigne à l'université d'Oklahoma. Elle est principalement connue pour ses travaux sur J. R. R. Tolkien et son œuvre.

## Œuvres
- (en) Janet Brennan Croft, War and the Works of J.R.R. Tolkien, Praeger, 2004, 175 p.
- (en) Janet Brennan Croft, Donald E. Palumbo et C.W. Sullivan III, Tolkien and Shakespeare : Essays on Shared Themes and Language, McFarland, 2007, 336 p. (lire en ligne)